# 하시카미정
하시카미정(일본어: 階上町)은 일본 아오모리현 최동남단에 위치하고 이와테현과 경계를 접하는 산노헤군의 정이다.
북쪽·서쪽은 하치노헤시, 남쪽은 이와테현 구노헤군 히로노정, 동쪽은 태평양과 접한다. 최근에는 하치노헤시의 베드타운으로 택지 개발이 진행되어 인구가 증가하고 있다. 양호한 자연 환경을 형성하고 있고 연안부에는 산리쿠 리아스식 해안의 풍부한 어장이 있으며 내륙부는 낙농 산업이 번성한 지역이다. 태평양과 현 남쪽 지역을 한번에 볼 수 있는 해발 740m의 하시카미다케가 있으며 주변 지역에서 부담 없이 방문할 수 있는 유원지도 있다. 특산품은 이 지역의 풍부한 해산물을 살린 것이 많다.

## 지리
대부분이 평탄한 지형에 형성되어 있다. 내륙 남부 지역에는 정의 상징인 하시카미다케가 우뚝 서있다. 동쪽은 태평양과 접하고 일본에서는 드물게 리아스식 해안선이 형성되어 있다.

### 기후
연평균 기온은 9.7°C이고 연 강수량은 861mm이다.

## 역사
- 1664년 - 하치노헤번의 영지가 되었다.
- 1871년 - 폐번치현으로 하치노헤현에 속하게 되었고 9월에 아오모리현으로 개칭, 통합되었다.
- 1878년 - 산노헤군에 편입되었다.
- 1889년 4월 1일 - 하시카미촌이 성립하였다.
- 1980년 5월 1일 - 정으로 승격해 하시카미정이 되었다.

## 교통

### 철도
- 동일본 여객철도 하치노헤선

### 도로
- 하치노헤쿠지 자동차도
- 국도 45호선

## 인구
| 연도 | 인구   | ±%     |
| ---- | ------ | ------ |
| 1920 | 6,530  | —      |
| 1930 | 7,414  | +13.5% |
| 1940 | 8,288  | +11.8% |
| 1950 | 9,767  | +17.8% |
| 1960 | 10,260 | +5.0%  |
| 1970 | 9,272  | −9.6%  |
| 1980 | 10,199 | +10.0% |
| 1990 | 12,959 | +27.1% |
| 2000 | 15,618 | +20.5% |
| 2010 | 14,702 | −5.9%  |